# Козгинский хребет
Козгинский хребе́т — один из малых горных хребтов на северо-востоке Сибири, в системе хребта Черского.
Хребет расположен в Момском и Верхоянском районах Якутии, непосредственно к югу от северного полярного круга. Он протянулся примерно на 75 км с северо-запада на юго-восток. На северо-западе его ограничивает долина реки Хара-Сала и её притока Ине, на юго-востоке — долина реки Чибагалах и её притоков Табанда-Сиене и Тукчан. К югу лежит Чибагалахский хребет, к северу — Чемалгинский хребет. Между Козгинским и Чибагалахским хребтами находится т.н. Табандинская впадина с озером Табанда. Максимальная высота — 2077 м, находится на безымянной горе у истоков реки Мугдекен (бассейн Чибагалаха). Имеется также не менее 11 вершин высотой более 1500 м.
Склоны голые, местами поросли лиственницей и кустарником, выше — пояс кедрового стланика и горная тундра.